# Walaphyllium
Walaphyllium es un género de insectos foliares que comprende tres especies. Se encuentra en Australia y Papúa Nueva Guinea. Walaphyllium monteithei es una mascota popular, y se cría comúnmente en toda Europa y Australia.
El nombre Walaphyllium se deriva del término "Wala" de la lengua Dharumbal que significa "danza", y "Phyllium" de la lengua griega que significa hoja.

## Especies
- Walaphyllium lelantos (Cumming, Thurman, Youngdale y Le Tirant, 2020)
- Walaphyllium monteithi (Brock y Hasenpusch, 2003)
- Walaphyllium zomproi (Grösser, 2001)